# 미요시 아야카
미요시 아야카(일본어: 三吉 彩花, 1996년 6월 18일 ~ )는 일본의 배우, 패션 모델이다.
사이타마현 사이타마시 출신. 아뮤즈 소속.

## 내력
초등학교 1학년 때 독자 모델로, 초등학교 3학년 때 하라쥬쿠에서 스카우트되어 아뮤즈에 소속.
니코☆푸치의 사무소 오디션에 합격해, nicola 2008년 7월호 별책 2008년 니코☆푸치 여름호에 첫 등장한다. 2010년 6월호의 니코☆푸치 전속 모델을 졸업했다.
2010년 5월, 〈사쿠라 학원〉 멤버로서 활동 개시. 8월 18일, 미스 세븐틴 2010에 합격해, Seventeen의 전속 모델이 된다.
2012년 3월 25일, 〈사쿠라 학원〉 멤버로서의 활동 종료.

## 인물
- 동경하는 모델은 야마다 유.
- 취미는 한국 연구, K-POP 감상. 특기는 댄스, 노래.
- 좋아하는 브랜드는 세실맥비와 INGNI. 본인은, 자주 INGNI에서 쇼핑한다고 블로그에서 말하고 있다[1].
- 장래의 꿈은, 쭉 연예계에 있는 것과, 한국에 사는 것.
- 키타야마 시오리, 노넨 레나, 무라카미 유리, 카와시마 우미카와 사이가 좋다.
- 외동.

## 수상
- 제67회 마이니치 영화 콩쿠르 스포니치 그랑프리 신인상 (《굿모에비앙!》)
- 제35회 요코하마 영화제 최우수 신인상 (《여행의 시마우타~15세의 봄~》 《굿모에비앙!》)

## 출연

### 드라마
- 남자의 자녀교육 (2007년 10월 26일 ~ 12월 14일, TV 아사히/ABC TV) - 하라다 센리 역
- 토요 프리미엄 꿈을 찾는 법 가르쳐준다! (2008년 3월 8일, 후지 TV) - 사와다 마야 역
- Pocky 4 Sisters 부칠 수 없는 편지 편 〈비밀의 약속〉 (2008년 12월 27일, BS-i) - 미야시타 사리 역
- 유괴 KIDNAPPING (2009년 8월 2일, WOWOW)
- 아타미의 수사관 (2010년 7월 30일 ~ 9월 17일, TV 아사히) - 시노노메 마이 역
- 소중한 것은 전부 네가 가르쳐 주었어 최종화 (2011년 3월 28일, 후지 TV) - 요시무라 미오 역
- 고교생 레스토랑 (2011년 5월 7일 ~ 7월 2일, 닛폰 TV) - 카와세 마나미 역
- 이상의 아들 제3 ~ 최종화 (2012년 1월 28일 ~ 3월 17일, 닛폰 TV) - 탄바 사야카 역
- 히가시노 게이고 미스테리즈 제8화 (2012년 8월 30일, 후지 TV) - 카사이 미요코 역
- 결혼하지 않는다 (2012년 10월 11일 ~ 12월 20일, 후지 TV) - 사쿠라 마이 역
- 킨다이치 소년의 사건부 고쿠몬 학원 살인사건 (2014년 1월 4일, 닛폰 TV) - 시키부 세이코 역
- 로스트 데이즈 (2014년 1월 11일 ~ 3월 15일, 후지 TV) - 타치바나 사츠키 역
- GTO 제2기 (2014년 7월 8일 ~ 9월 16일, 칸사이 TV) - 미야지 메이리 역
- 엔젤하트 (2015년 10월 11일 ~ 12월 6일, 닛폰 TV) - 샹잉 역
- 비행기구름 (2016년 3월 24일, NHK BS 프리미엄) - 마오 역
- 막부 말기 미식가 무사의 밥 (2017년 1월 10일 ~ 2월 28일, NHK BS 프리미엄)

### 영화
- 노래혼 (2008년 4월 5일, 닛카츠) - 오기노 카스미(소녀 시절) 역
- 미처 죽지 못한 파랑 (2008년 8월 30일, 제너두) - 에리 역
- 솔로 콘테스트 (2009년 7월 25일, 디지털 SKIP 스테이션)
- 여자아이 이야기 (2009년 8월 29일, IMJ 엔터테인먼트/에이벡스 엔터테인먼트) - 키미코(초등학교 시절) 역
- 고백 (2010년 6월 5일, 토호) - 츠치다 아야카 역
- 굿모에비앙! (2012년 12월 15일, 쇼게이트) - 하츠키 역
- 여행의 시마우타~15세의 봄~ (2013년 5월 18일, 비터즈 엔드) - 주연·나카자토 유나 역
- 히어로 일본 대침공 (2018년 4월 20일) - 이누야시키 마리 역
- 댄스 위드 미 (2019년 8월 16일) - 주연

### 극장 애니메이션
- ONE PIECE FILM GOLD (2016년 7월 23일, 토에이) - 비트 역 ※특별 출연

### 버라이어티
- 동물 모험 버라이어티 원더! (2011년 10월 14일 ~ 2012년 9월 7일, TV 도쿄)
- 메렝게의 기분 (2014년 10월 11일 ~ 2017년 10월 14일, 닛폰 TV) - 서브 MC

### CM
- 아지노모토 Cook-Do (2006년 5월 ~ )
- 스미토모 생명 보험 기업 (2006년 10월 ~ )
- 미츠이 부동산 리얼리티 미츠이의 리하우스 (2006년 10월 ~ )
- BANDAI 신기한 별의☆쌍둥이 공주 (2006년 ~ )
  - Yes! 프리큐어 5 핑키캣츄 (2007년 1월 ~ )
  - 키즈 휴대폰 papipo! (2007년 3월 ~ )
  - Yes! 프리큐어 5 드림 콜릿 (2007년 3월 ~ )
- JOHNSON 그레이트 제취 파후파후 (2008년 6월 ~ )
- SUZUKI WAGON R (2009년 3월 ~ )
- 쿄와 발효 키린 기업 (2009년 4월 ~ )
- 베네세 코퍼레이션 신켄제미 중학강좌 (2010년 2월 ~ )
- 오리엔탈 랜드 도쿄 디즈니시 〈크리스마스 위시〉 (2010년 11월 ~ )
- SUNTORY
  - 낫 짱 오렌지 (2011년 2월 ~ )
  - 〈올려다봐요 밤하늘의 별을 편〉 / 〈위를 향해 걷자 편〉 (2011년 4월 ~ )
- NTT 러닝 시스템즈 대학 수험 클럽 (2012년 10월 ~ )
- 리쿠르트 잡스 타운워크 (2013년 2월 ~ )
- 시세이도 시 브리즈 (2013년 2월 ~ 2015년 2월)
- 모리나가 제과 베이크 (2013년 3월 ~ )
- 스카이락 가스토 가을의 먹보 페어 (2013년 9월 ~ )
- 하루야마 상사 프레셔스 캠페인 (2014년 2월 ~ )
- 아사히 신문사 아사히 신문 2014 대학 입시 PR (2014년 7월 ~ )
- Acecook Pho·ccori 기분 (2015년 9월 ~ )
- MARK STYLER 〈RUNWAY channel〉 (2016년) ※WEB CM

### 스틸·광고
- 캐논 프린터 (2004년)
- 유니클로 (2005년)
- 다이쿄 라이온즈 시티
- SUNTORY 낫 짱 오렌지 7대째 〈낫 짱〉 (2011년 ~ 2012년)[2]
- 사단법인 일본 손해 보험 협회 전국 통일 방화 표어 방화 포스터 (2012년)[3]
- 건설업 노동 재해 방지 협회/후생노동성 연말 연시 노동자 재해 방지 포스터 (2013년 ~ 2014년)

### PV
- Kagrra 〈물방울~shizuku~〉 (2007년 2월 14일)
- globe 〈DEPARTURES〉 (2016년 5월 3일)

### 라이브 이벤트
- 하나 Sacas × 니코☆푸치 T☆LOVE COLLECTION (2009년 3월 29일)
- TOKYO IDOL FESTIVAL2010 (2010년 8월 7일 ~ 8일)
- Seventeen 여름 학원제 2010 (2010년 8월 18일)
  - Seventeen 여름 학원제 2011 (2011년 8월 30일)
  - Seventeen 여름 학원제 2012 (2012년 8월 24일)
  - Seventeen 여름 학원제 2013 (2013년 8월 23일)
  - Seventeen 여름 학원제 2014 (2014년 8월 21일)
  - Seventeen 여름 학원제 2015 (2015년 8월 25일)
- 미요마츠 Happy Halloweeeen!! ~두 사람의 trick ❤ 비밀 talk~ (2015년 10월 31일)
- 사쿠라 학원 5th Anniversary LIVE ~for you~ (2015년 12월 6일) - 서프라이즈 게스트 출연

### 런웨이
- 고베 컬렉션: 2014년 A/W, 2015년 S/S, 2016년 S/S
- 도쿄 걸즈 컬렉션: 2014년 A/W, 2015년 S/S, 2015년 A/W, 2016년 S/S
- 도쿄 런웨이: 2014년 A/W, 2015년 S/S
- 삿포로 컬렉션: 2015년 S/S, 2016년 S/S
- Girls Award: 2015년 S/S, 2015년 A/W, 2016년 S/S
- 칸사이 컬렉션: 2015년 S/S, 2016년 S/S, 2016년 A/W
- 후쿠오카 아시아 컬렉션: 2015년 S/S, 2016년 S/S
- 토호쿠 드림 컬렉션: 2015년 A/W

## 서적

### 사진집
- 나 (2016년 10월 25일, 분게이슌주) ISBN 978-4-16-390548-8

### 잡지
- 니코☆푸치 (2008년 5월 22일 ~ 2010년 4월 22일, 신초샤) - 전속 모델
- Seventeen (2010년 10월호 ~ 2017년 11월호 , 슈에이샤) - 전속 모델